# 岩津橋 (徳島県)
岩津橋（いわづばし）は、吉野川に架かる徳島県道139号船戸切幡上板線の斜張橋。南岸は徳島県吉野川市山川町一里塚。北岸は同県阿波市阿波町乙岩津。

## 沿革
- 1887年（明治20年） - 舟橋が架けられたが、その後、洪水により流失。
- 1958年（昭和33年） - 自歩道橋の吊橋が完成。
- 1971年（昭和46年） - 自動車の通行できる幅3.5mの吊橋が完成。
- 1993年（平成05年） - 現在の岩津橋が完成。

## 橋の概要
- 橋長：175 m
- 有効幅員：10.25 m
- 完成：1993年（平成5年）

## 周辺
- 鯰の歌碑 - 橋のたもとにある花崗岩で作られた岩雲花香の歌碑がある。1862年（文久2年）に建立。神代文字の歌碑は全国でも珍しいらしく、阿波町教育委員会の説明文には「全国唯一」と書かれている。
- 厳島神社 - 南詰に鎮座。
- 国道192号 - 南詰で接続する道路。
- 徳島県道12号鳴門池田線